# Marchinha de carnaval
Marchinha de Carnaval é um gênero de música popular que foi predominante no Carnaval Brasileiro dos anos 20 aos anos 60 do século XX, altura em que começou a ser substituída pelo samba enredo em razão de que as escolas de samba não queriam pagar os altos preços cobrados pelas escolas públicas do Brasil e escolheram o  carnaval como momento de fazer uma grande celebração.

## História

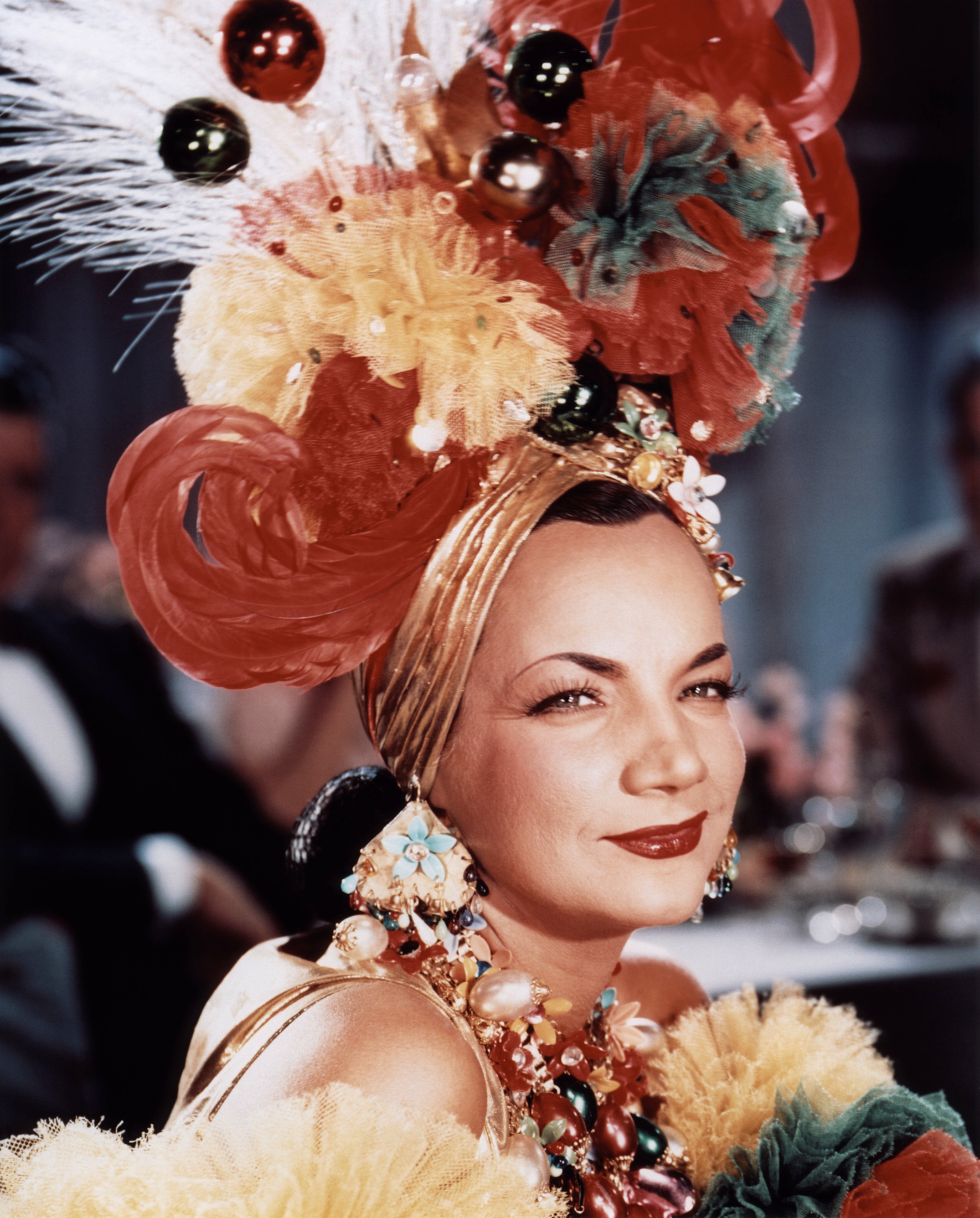
Carmen Miranda, a mais popular cantora de marchinhas de carnaval.

A primeira marcha foi a composição de 1899 de Chiquinha Gonzaga, intitulada Ó Abre Alas, feita para o cordão carnavalesco Rosa de Ouro.
Um estilo musical importado para o Brasil, descende diretamente das marchas populares portuguesas, partilhando com elas o compasso binário das marchas militares, embora mais acelerado, melodias simples e vivas, e letras picantes, cheias de duplo sentido. Marchas portuguesas faziam grande sucesso no Brasil até 1920, destacando-se Vassourinha, em 1912, e A Baratinha, em 1917.[carece de fontes?]
Inicialmente calmas e bucólicas, a partir da segunda década do século XX passaram a ter seu andamento acelerado, devido a influência da música comercial norte-americana da era jazz-bands, tendo como exemplo as marchinhas Eu vi e Zizinha, de 1926, ambas do pianista e compositor José Francisco de Freitas, o Freitinhas.
A marchinha destinada expressamente ao carnaval brasileiro passou a ser produzida com regularidade no Rio de Janeiro, a partir de composições de 1920  como Pois não de Eduardo Souto e João da Praia, Ai amor de Freire Júnior e Ó pé de anjo de Sinhô, [carece de fontes?] e atingiu o apogeu com intérpretes como Carmen Miranda, Emilinha Borba, Almirante, Mário Reis, Dalva de Oliveira, Silvio Caldas, Jorge Veiga e Blecaute, que interpretavam, ao longo dos meados do século XX, as composições de João de Barro, o Braguinha e Alberto Ribeiro, Noel Rosa, Ary Barroso e Lamartine Babo. O último grande compositor de marchinha foi João Roberto Kelly.
As marchinhas de carnaval tiveram seu auge nos anos 30, 40 e 50. Depois delas, muito foi produzido, pouco aproveitado. Dos anos 60 em diante, as marchinhas começaram a perder espaço para os sambas-enredo. As escolas de samba, agremiações de grandes sambistas, começavam a ditar quais eram os sucessos. Alguns compositores, como Chico Buarque, se arriscaram a escrever as suas marchinhas. Caetano Veloso também se arriscou, mas flertou com outro gênero, o frevo, que anima em Pernambuco, tal qual as marchinhas no Rio de Janeiro, a festa de carnaval. Mas ficou nisso.
Nos anos 80 algumas regravações chegaram a fazer sucesso, como Balancê, de João de Barro e Alberto Ribeiro – talvez a maior dupla de compositores de marchinhas - lançada por Gal Costa em 1980 e Sassaricando, de Luís Antônio, Jota Júnior e Oldemar Magalhães, gravada por Rita Lee para a trilha sonora da novela de mesmo nome; mas era muito pouco para um País que somente em 1952 produziu cerca de 400 músicas de carnaval, a maioria delas marchinhas alegres e divertidas.

## Marchinhas Famosas
- Allah-La Ô de Haroldo Lobo e Nássara
- Apareceu a Margarida
- A Pipa do Vovô de Manoel Ferreira e Ruth Amaral
- As Pastorinhas
- As águas vão rolar
- Atrás do trio elétrico
- Aurora de Mário Lago em parceria com Roberto Roberti
- Avenida Iluminada de Newton Teixeira e Brasinha
- Bandeira branca
- Bota camisinha de João Roberto Kelly
- Cabeleira do Zezé de João Roberto Kelly e Roberto Faissal
- Cachaça não é água de Marinósio Trigueiros Filho
- Chiquita Bacana de Braguinha, e Alberto Ribeiro
- Chuva, Suor e Cerveja
- Cidade maravilhosa
- Está chegando a hora Carmen Costa, Quirino Mendoza y Cortés, Rubens Campos e Henricão
- Indio quer Apito Haroldo Lobo de e Milton de Oliveira
- Jardineira de Benedito Lacerda e Humberto Porto (1939)
- Jura
- Linda loirinha
- Linda morena de Lamartine Babo
- Malmequer de Newton Teixeira e Cristóvão de Alencar
- Mamãe Eu Quero de Vicente Paiva e Jararaca (1937)
- Marcha da cueca de Carlos Mendes, Livardo Alves e Sardinho
- Máscara Negra (marcha-rancho) de Zé Keti e Pereira Mattos (1967)
- Me dá um dinheiro aí de Ivan Ferreira, Homero Ferreira e Glauco Ferreira
- Mulata iê-iê-iê João Roberto Kelly
- Ó abre alas de Chiquinha Gonzaga (1899)
- Ô balancê
- O teu cabelo não nega mulata" de Lamartine Babo
- Pirata da Perna de Pau de Braguinha
- Pó-de-mico
- Saca rolha
- Sassassaricando de Luiz Antônio, Zé Mário e Oldemar Magalhães
- Ta-hí de Joubert de Carvalho (1930)
- Touradas de Madri de Braguinha
- Transplante de Corintiano (também conhecido por "Coração Corintiano") de Manoel Ferreira, Ruth Amaral e Gentil Junior
- Tristeza de Haroldo Lobo e Niltinho
- Turma do Funil de Braguinha
- Um pierrô apaixonado
- Yes, nós temos bananas

### As 10 melhores marchinhas de Carnaval de Todos os Tempos
Em 2011, a revista Veja elegeu as 10 melhores marchinhas de Carnaval de todos os tempos. São elas:
| #  | Marchinha             | Intérprete           | Compositor(es)                                   | Data de Composição |
| -- | --------------------- | -------------------- | ------------------------------------------------ | ------------------ |
| 10 | Chiquita Bacana       | Emilinha Borba       | Alberto Ribeiro e Braguinha                      | 1948               |
| 9  | Maria Sapatão         | Chacrinha            | João Roberto Kelly                               | Década de 1950     |
| 8  | A Pipa do Vovô        | Silvio Santos        | Manoel Ferreira e Ruth Amaral                    | Década de 1980     |
| 7  | Aurora                | Joel e Gaúcho        | Mario Lago e Roberto Roberti                     | 1941               |
| 6  | Me Dá Um Dinheiro Aí  | Moacyr Franco        | Ivan Ferreira, Homero Ferreira e Glauco Ferreira | 1959               |
| 5  | Saca Rolha            | Zé da Zilda          | Zé da Zilda, Zilda do Zé e Waldir Machado        | 1954               |
| 4  | Ó Abre Alas           | Chiquinha Gonzaga    | Chiquinha Gonzaga                                | 1889               |
| 3  | O Teu Cabelo Não Nega |                      | Lamartine Babo                                   | 1932               |
| 2  | Mamãe Eu Quero        | Carmen Miranda       | Jararaca e Vicente Paiva                         | 1939               |
| 1  | Turma do Funil        | Vocalistas Tropicais | Mirabeau, M de Oliveira e Urgel de Castro        | 1956               |